# Procesul din Dealul Spirii

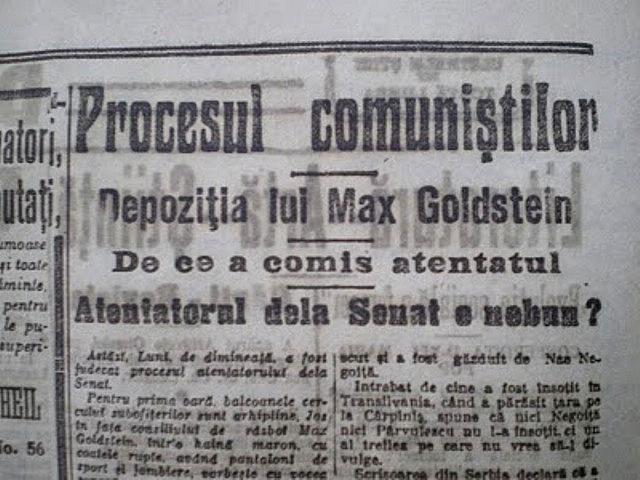

Procesul din Dealul Spirii a avut loc după atentatul cu bombă din Senatul României din anul 1920. În proces au fost inculpați 271 de membri ai Partidului Comunist din România, în frunte cu anarhistul Max Goldstein.
La 28 iunie 1922 Max Goldstein a fost condamnat la muncă forțată pe viață pentru aruncarea bombei la senat și pentru uciderea a două persoane și rănirea altora. Alți inculpați au fost condamnați la pedepse între o lună și 10 ani de muncă forțată. Sentințele au fost pronunțate după 125 de ședințe de judecată.
37 de inculpați au fost găsiți nevinovați. Între aceștia s-au numărat Mihail Cruceanu, Moscu Cohn, Ilie Moscovici, Elek Köblös și Constantin Popovici.